# Баскетбол на летней Универсиаде 1977
Баскетбольный турнир на летней Универсиаде 1977 проходил в болгарской столице — Софии с 15 по 25 августа 1977 года. Соревнования проводились среди мужских и женских сборных команд.
Как и четыре года назад чемпионом Универсиады среди мужчин стала американская сборная, а среди женщин победила сборная СССР.

## Медальный зачёт
| Место | Страна       | Золото | Серебро | Бронза | Всего |
| ----- | ------------ | ------ | ------- | ------ | ----- |
| 1-2   | СССР         | 1      | 1       | 0      | 2     |
| 1-2   | США          | 1      | 1       | 0      | 2     |
| 3-4   | Чехословакия | 0      | 0       | 1      | 1     |
| 3-4   | Болгария     | 0      | 0       | 1      | 1     |

## Медалисты
|         | Золото | Серебро | Бронза       |
| Мужчины | США · Ларри Бёрд · Джеймс Бэйли · Даррелл Гриффит · Рики Гэллон · Джефф Джадкинс · Уолтер Джордан · Дэйв Корзин · Сидни Монкриф · Энтони Мюррей · Кэлвин Нэтт · Фримен Уильямс · Фил Хаббард · Тренер Денни Крам                                                                    | СССР · Рашид Абельянов · Миндаугас Арлаускас · Александр Гончаров · Людас Жукайтис · Владимир Землянухин · Сергей Йовайша · Владимир Кравченко · Альгимантас Павилонис · Виктор Петраков · Александр Попков · Александр Сидякин · Михаил Силантьев · Тренеры Стяпас Бутаутас и Владимир Крупенин | Чехословакия |
| Женщины | СССР · Ольга Барышева · Тамара Даунене · Валентина Малярчук · Татьяна Овечкина · Александра Овчинникова · Ангеле Рупшене · Вера Сикорская · Ольга Сухарнова · Нелли Ферябникова · Елена Чаусова · Любовь Шармай · Надежда Шуваева · Тренеры — Лидия Алексеева · и Владилен Моршинин | США · Кэрол Блажейовски · Сибиль Блэлок · Алтея Гвин · Рита Истерлинг · Шарлотта Льюис · Энн Майерс · Гейл Маркис · Бренда Мартин · Лаури Миллер · Патрисия Робертс · Моника Хавелка · Пэт Чарити · Тренер Люсиль Киваллос                                                                       | Болгария     |